# Вулва
Вулвата (на латински: vulva) е съвкупност от първичните външни полови органи на жената. В повечето случаи се имат предвид въпросните органи при човешки същества, но вулвата присъства като част от половата система на всички бозайници.
При хората, вулвата включва срамното възвишение, срамните устни, клитора, преддверните луковици, влагалищното преддверие, бартолиновите и скениевите жлези, пикочния и вагиналния отвор. Други характеристики на вулвата са срамната цепка, мастните жлези, урогениталния триъгълник (предната част на перинеума) и срамното окосмяване.
Тъй като вулвата представлява вход към матката, двойният слой на защита се осигурява от гънките на външните и вътрешните срамни устни. Вулвата може да бъде засегната от много заболявания, които често могат да доведат до сърбеж, но вулвовагиналните здравни мерки могат да предотвратят много от тях.

## Анатомия

### Устройство на вулвата
Вулвата представлява външно вертикално отваряне на гениталния тракт, разположено точно под ануса. Има диаметър по-голям от този на влагалището и включва следните анатомични структури: срамно възвишение, големи и малки срамни устни, клитор, влагалищно преддверие и преддверни луковици.
Срамно възвишение
Срамното възвишение (mons pubis) се намира в предната част на вулвата, пред лонното съчленение (symphysis pubica) и е формирано в резултат от натрупване на подкожна мека мастна тъкан, покриваща срамната кост. На дебелина то достига до около 2 – 3 cm, а при по-пълни жени и повече. Мастната тъкан е чувствителна към женския полов хормон естроген, и това води до различна големина на срамното възвишение по време на пубертета при различните момичета. Обикновено след пубертета кожата на срамното възвишение се покрива с косми, като се оформя така наречения „окосмен триъгълник“.
При навлизането в менопауза, с намаляването на естрогена в тялото на жената, размерът на срамното възвишение също намалява.
Големи срамни устни
В долната си част срамното възвишение се разделя на две кожни гънки съдържащи мастна тъкан, наречени големи срамни устни (labium majus pudendi), а пукнатината, която се образува между тях се нарича срамна цепнатина (rima pudendi). Големите срамни устни защитават и предпазват от външни наранявания другите, по-деликатни женски полови органи, които са част от структурата на вулвата. Покрити са с нежна кожа, съдържаща косми и голямо количество екринни и апокринни потни и мастни жлези. Нейният цвят обикновено е в близост до общия цвят на кожата на жената, но се срещат и изключения. По вътрешната им повърхност кожата е неокосмена, нежна и розова или леко кафява. Краищата на двете големи срамни устни са свързани помежду си чрез две кожни гънки – отпред, чрез т. нар. предна комисура (commissura labiorum anterior), а отзад – чрез задна комисура (commissura labiorum posterior), която е разположена преди перинеума, на около 3 cm пред ануса.
Основната тъкан на големите срамни устни е продължение на подкожната тъкан на срамното възвишение и се състои от съединителна тъкан със силно отлагане на тлъстините в нея. Тя е богато снабдена на кръвоносни и лимфни съдове.
Малки срамни устни
Под големите срамни устни и навътре са разположени други две нежни кожни гънки, наречени малки срамни устни (labium minus pudendi). Между тях и големите срамни устни се разполага браздичка. В предния си горен дял, малките срамни устни се разделят на две, като в долния си край отново се съединяват една с друга. Назад малките устни постепенно изтъняват и напълно се сливат с вътрешната повърхност на големите срамни устни.
Кожата на малките срамни устни е богата на мастни жлези, тя е много нежна и прилича на лигава ципа. Понякога малките срамни устни са много силно развити и се издават навън, като изпъкват над големите.
Клитор
В предната горна част на вулвата, на мястото където се срещат срамните устни се намира клитора (clitoris). Той се състои от две крачета (crura clitoridis), които се прикрепват към долните клонове на срамната кост. Напред те срастват и образуват тялото на клитора (corpus clitoridis), в края на което се намира неговата главичка (glans clitoridis). Последната е покрита отгоре от фасция (fascia clitoridis) и с нежна кожна гънка – клиторна качулка (preputium clitoridis). Вътрешните крачета се прикрепват за тялото на клитора, като образуват тънка с размер 3 – 5 mm напречна гънка на кожата, наречена клиторна юздичка (frenulum clitoridis).
Главичката на клитора и малките срамни устни са обилно снабдени със сетивни нервни окончания и представляват силно чувствителни ерогенни зони.
Влагалищно преддверие
Пространството между задната комисура, големите и малките срамни устни се нарича влагалищно преддверие (vestibulum vaginae). В него най-напред се разполага клиторът, зад него – отвора на пикочния канал (ostium urethrae externum) и най-отзад – вагиналния отвор (ostium vaginae), който може да е частично покрит с мембрана, наречена девствена ципа (hymen vaginae). Тя представлява граница между външните и вътрешните полови органи и обикновено се разкъсва при първия полов контакт, но има и случаи в които това може да се случи при различни други условия, като например заболяване, нараняване, медицински преглед, мастурбация или физически упражнения.
Встрани от входа на влагалището, в улея между девствената ципа и корена на малките срамни устни се отварят изходните канали на бартолиновите жлези (glandulae vestibulares majores). Също така в лигавицата на преддверието се намират множество малки слузни жлези, наречени скениеви жлези (glandulae vestibulares minores).
Преддверни луковици
От двете страни на влагалищното преддверие, в малките срамни устни се разполагат преддверните луковици (bulbi vestibuli). Те са свързани помежду си чрез една междинна част, разположена в пространството между клитора и външния отвор на пикочния канал. Изградени са от венозни сплетения, които на места формират кавернозни разширения. Между венозните съдове се намира съединителна тъкан, примесена с гладкомускулни влакна. Отвън те са обвити от еластична съединителнотъканна обвивка. При възбуда те увеличават своя обем, без да придобиват значителна твърдост.

### Мускулна тъкан
Тазовите мускули помагат за поддържането на структурите на вулвата. Пубичният кокцигеален мускул (m. pubococcygeus), който е част от аналния повдигач (m. levator ani) частично пристяга вагиналното отваряне. Други мускули, които поддържат вулвата са булбоспонгиозния мускул (m. bulbospongiosus) и седалищно-кавернозния мускул (m. ischiocavernosus), които са част от урогениталния триъгълник (trigonum urogenitale).

### Кръвоснабдяване
Кръвоснабдяването на вулвата се осъществява от клоновете на три полови артерии – вътрешната срамна артерия (a. pudenda interna), повърхностната външна срамна артерия (a. pudenda externa superficialis) и дълбоката външна срамна артерия (a. pudenda externa profunda).
Венозният отток се осъществява през венозното сплетение на преддверните луковици. От тях изхождат венозни съдове, които се насочват към вътрешната срамна вена (v. pudenda interna) и долната вена на правото черво (v. rectalis inferior). Кръвта от клитора се оттича по гръбната вена (v. dorsalis) и дълбоката клиторна вена (v. profunda clitoridis), които се вливат във вътрешната срамна вена.
Лимфният отток се извършва по верига от повърхностни слабинни лимфни възли (nodi inguinales superficiales), разположени по протежение на кръвоносните съдове.

### Инервация
Инервацията на вулвата е вегетативна и сетивна.
- Вегетативната инервация се осъществява от симпатиковите влакна на влагалищното сплетение (plexus vaginalis) и мехурното сплетение (plexus vesicalis). Инервацията на клитора се извършва от парасимпатиковите влакна на вътрешните тазови нерви (nn. splanchnici pelvici).
- Сетивната инервация се извършва чрез рецепторите в клитора и срамните устни през клоновете на срамния нерв (n. pudendus). Инервацията на срамните устни става от хълбочно-слабинния нерв (n. ilioinguinalis) и перинеалния клон на задния кожен нерв на бедрото (n. cutaneus femoris posterior).[4][17]

### Форма и размери
Размерът, формата и цветът на вулвата и нейните различни части може да варира много при различните жени. При някои от тях цветът може да бъде светлорозов, при други – розовочервен, а при трети – тъмнокафяв до черен.
Според различни изследвания, големите лабии могат да имат дължина от 4 до 11,5 cm, като размерът ще намалява с възрастта. При повечето жени малките лабии са или колкото големите по размер, или се подават извън тях с до 10 cm. Също така често се случва да има разлика между техните леви и десни половини.
Всичко това показва, че значителните вариации в лабиалния размер между едната страна и другата, както и между различните жени, са напълно нормални и по никакъв начин не трябва да се тълкуват като анормални или като причина за наличие на хипертрофия. Въпреки това, видът на вагината е причина за притеснение и дискомфорт за много жени, смятайки, че тяхната вулва не е „нормална“.
Многообразието на външните полови органи е голямо и не трябва да се прибързва с прибягването до естетичната хирургия, само заради някакви малки различия. Важно е обаче да се следи за промяната в цвета им, понеже това може да е знак за инфекция или друго злокачествено заболяване.

## Етапи на развитие

### Ембрионално развитие
До осмата седмица развитието на външната генитална област е еднакво при мъжките и женските ембриони. С навлизането в третия месец на плода започват да се развиват големите и малките срамни устни.

### Детство
При раждането, вулвата на новороденото бебе може да е подута или доста по-голяма, в резултат на това, че чрез плацентата детето е било изложено на високите нива на хормоните на майката. В рамките на много кратък период тези хормони се изчерпват и вулвата се свива по размер. От една годинка до навлизането в пубертета вулвата не търпи промени във външния си вид, освен че нараства пропорционално на останалата част от тялото.

### Полова зрялост
Началото на пубертета води до редица промени. Структурата на вулвата става пропорционално по-голяма и може да стане по-изразена. Големите срамни устни започват да се развиват, а оцветяването може да се промени. Пубисът се разширява, избутвайки предната част на големите лабии далеч от срамната кост, като степента до която това ще се случи зависи от различните нива на телесните мазнини. Малките срамни устни могат да станат по-видни и също да претърпят промени в цвета.
Започва да се появява срамно окосмяване, най-напред по големите срамни устни, по-късно се разпространява по срамното възвишение, а понякога се прехвърля по вътрешната част на бедрата и перинеума. Структурата на космите и степента на покритие е различна и варира значително при различните жени.
При момичетата в детско-юношеска възраст вулвата се издава по-напред, отколкото при възрастните.

### Менопауза
По време на менопаузата, нивата на хормоните намаляват, а репродуктивните тъкани, които са чувствителни към тези хормони се свиват по размер. След менопаузата пубисът, срамните устни и клитора намаляват своите пропорции. Това е състояние, наречено „вулварна атрофия“, а намаляването на естроген може да причини бледа, сърбяща или възпалена кожа.

## Функция и физиология
Външните органи, които изграждат вулвата са богато кръвоснабдени и съставени от множество нерви, които при правилно стимулиране могат да доведат до полова възбуда. Като цяло физиологичните промени на вулвата се появяват главно преди и по време на полов акт, както и по време на раждане.

### Секрети
Вулвата се свързва с няколко различни секреции, включително урина, пот, мензис, себум, секрет от бартолиновите жлези и други секрети отделяни от стената на влагалището. Тези секрети съдържат смес от химикали, включително пиридин, сквален, урея, оцетна киселина, млечна киселина, комплексни алкохоли, гликоли, кетони и алдехиди. По време на полова възбуда отделянето на част от тези секрети се увеличава.
Комбинацията от себум, мъртви клетки, някои естествено срещани бактерии и влага образуват в гениталиите бяло вещество, наречено смегма. При хората, в частност жените, тя се отлага около клитора и срамните устни, но също така се среща и при други бозайници.
При някои жени се произвеждат алифатни киселини, които други видове примати произвеждат като сексуално-обонятелни сигнали. Изследователите често ги наричат „човешки феромони“. Тези киселини се произвеждат от естествените бактерии, които се намират по кожата. Киселинното съдържание варира в зависимост от менструалния цикъл, като се повишава един ден след менструацията и достига връх в средата на цикъла непосредствено преди овулацията.

### Сексуална възбуда
Сексуалната възбуда води до редица физически промени във вулвата и може да бъде разделена на 4 фази – възбуда, плато, оргазъм и отпускане:
- възбуда – по време на нея се случва т. нар. вагинално смазване или подмокряне. Навлажняването се получава от вътре на вън и облива силно васкуларизираната вулва, като през този етап клитора и малките срамни устни увеличават размера си, поради високото кръвоснабдяване в тази зона.[4][21]
- плато – повишава се вазоконгестията във вагината, поради което тя набъбва, намалявайки размера на вагиналния отвор с около 30%. Същевременно влагалищното дъно се издува като балон – там контактът и дразнението намаляват значително. Бартолиновите жлези започват да отделят секрет, подпомагащ проникването. Клиторът става все по-изправен, а главичката се придвижва към срамната кост, като се скрива от качулката. Срамните устни стават значително по-дебели, като малките лабии се увеличават от 2 до 6 пъти. Малките лабии понякога се променят значително и по цвят – от розово до червено при жени които не са раждали, или от червено до тъмночервено за такива които са раждали.
- оргазъм – непосредствено преди него, клиторът става изключително наситен с кръв, карайки главичката да се прибере в клиторната качулка. Появяват се ритмични мускулни контракции във външната третина на влагалището, както и в матката и ануса. Оргазмът може да има една или няколко контракции в зависимост от неговата интензивност, като всяка следваща е по-слаба и по-случайна. Той може да бъде придружен от женска еякулация, при която се изхвърля течност от скениевите жлези или от пикочния мехур през уретрата. Ако не е имало оргазъм насъбраната кръв започва да се разсейва постепенно, макар и с много по-бавна скорост.
- отпускане – влагалището и неговия отвор се връщат към нормалното си спокойно състояние, а останалата част от вулвата се връща в нормален размер, позиция и цвят.

### Бременност и раждане
В последната третина на бременността, в резултат от повишеното отделяне на меланоцит-стимулиращия хормон, при много от жените се увеличава пигментацията на бялата линия (linea alba), ареолата около зърната и вулвата. Тези промени са сред признаците на евентуална бременност. Освен това в областта на вулвата може да се появи подуване и разширени вени, дължащо се на флуидацията на вените в таза.
Областта на вулвата е изложена на риск от травма по време на раждане.
При раждане влагалището и вулвата трябва да се разтегнат за да поемат главата на бебето (приблизително около 9 – 10 cm). Това може да доведе до сълзене на вагиналния отвор, срамните устни и клитора („перинеални сълзи“).
За да се улесни раждането и да се ограничи разкъсването, понякога се извършва епизиотомия (превантивно хирургично разрязване на перинеума). Перинеалното разкъсване или разрязване оставя белези.
Няма предимства от избръсването на срамните косми преди раждане. Честотата на усложнения по време на раждане остава непроменена, независимо от това дали жените са имали или нямали окосмяване.
След раждането хормоналният баланс в тялото се променя, предизвиквайки свиване на тъканите и възвръщане на първоначалната им форма, структура и големина. На женските гениталии са нужни от 4 до 6 седмици, за да се върнат към предишното си състояние след всички изменения, които са претърпели по времето на бременността.

## Общество и култура
Като цяло и междукултурно вулвата е свързана с биологичните функции на сексуалността и раждането. Обществените нагласи към вулвата обаче се различават в някои случаи значително между различните културни среди и исторически епохи.
В различните култури съществуват табута по отношение на вулвата, които например ограничават излагането ѝ на публични места, в изобразителното изкуство, както и дискутирането ѝ. Нагласите варират от пълно табу, свързано с грях или отвращение, възприемане като съвсем нормална част от тялото, до символ на плодородието и произхода на живота, свързани с поклонение и идолизиране.

### Изкуство
Влагалището и вулвата са били изобразявани в изкуството от праисторията до ерата на съвременното изкуство на XXI век. Различни форми на изобразителното изкуство представят женските гениталии двуизмерно (чрез картини) или триизмерно (чрез статуетки).
Още преди 35 хил. години хората са изваяли керамични фигури на богинята Венера с малки глави и ясно изразени или силно преувеличени корем, бедра, гърди или вулва.
В пещерата Чуфин, разположена в град Риклонес (Кантабрия, Испания), е открито праисторическо скално изкуство, за което се предполага, че може да бъде изображение на вулва. Пещерата е обитавана в различни периоди, като най-старият е около 20 хил. години.
Шила-на-гиг са фигуративни резби на голи жени от XI и XII век, с преувеличена вулва. Те са архитектурни гротески, открити в църкви, замъци и други сгради, особено в Ирландия и Великобритания, понякога заедно с мъжки фигурки.
Всички известни художници и скулптори от XIV до XIX век, изобразяващи голи тела, включително Пизанело, Рафаело, Тициан и Джамболоня, преминавайки през Петер Паул Рубенс и дори художници от френското изкуство като Жан Огюст Доминик Енгър и Жан-Леон Жером, както и Едгар Дега и Пиер-Огюст Реноар, въпреки че показват срамното възвишение на жената, пропускат други анатомични подробности.
Изключение са немскоговорещи и холандски художници, като Ян ван Ейк, Лукас Кранах Млади, Ханс Балдунг, Мабюз и Албрехт Дюрер, които представят голи тела чрез живопис, графика и скулптура (особено под формата на миниатюри от дърво и слонова кост), показвайки срамната цепка и окосмяването на вулвата.
През 1866 г. Гюстав Курбе рисува картина на гола жена, изобразяваща женските гениталии, озаглавена „Произходът на света“. Макар че тази картина е едно от най-старите произведения с подробно представяне на вулвата поради късното ѝ публикуване няма влияние върху съвременното изкуство.
През XX и XXI век художници като Ники де Сен Фале, Жан Тингели, Мегуми Игараши и Аниш Капур създават творби, изобразяващи влагалището или вулвата. Други творци отричат, че техните творби са сексуални, въпреки че критиците ги възприемат като такива, като например картините на цветя на Джорджия О'Кийф.
В някои случаи изкуството на вулвата привлича спорове и води до правни въпроси или официална цензура, свързани с разбирането за неприличие.
- Кацушика Хокусай, „Копнеж за любов“, 1815 г.
- Амедео Модиляни, „Седнала гола жена“, 1916 г.
- Теразаки Коги, „Обещанията на Изумо“, 1899 г.
- Егон Шиле, „Жена с чорапогащи“, 1913 г.
- Франсоа Буше, „Леда и лебедът“, 1740 г.
- Шила-на-гиг открита в църква в Англия, XII век

### Цензуриране
Голяма част от платната на картинни творби са били цензурирани, чрез добавяне на листа или парчета плат към оригиналните произведения, за да покрият откритата голота в областта на гениталиите. Листата върху един от стенописите на Мазачо – „Изгонването на Адам и Ева от рая“, са добавени три века след неговото създаване, най-вероятно по искане на Козимо III Медичи в края на XVII век. При реставрирането на картината през 80-те години, когато същата е напълно възстановена и почистена, смокиновите листа са отстранени.
Много скулптори и художници са избрали да не показват гениталиите в произведенията си, дори и в случаите в които творбите им представляват голи жени. Вулвата е била игнорирана и дори запушвана впоследствие, какъвто е случаят с бронзовата статуя на богинята Диана от Жан Антоан Удон, изложена в Лувъра. Този акт на вандализъм е бил извършен от същите тези хора, които са били отговорни за гарантиране на правилното опазване на статуята.
| „                                                                 | Цепнатината на вулвата беше затворена със серия от шест бронзови пръчки, вероятно резбовани и вкарани в отвори, пробити в материала, след което изковани на повърхността. | “ |
| Гилем Шерф в едно от изданията на музея, посветено на тази творба | |   |

Вулвата често е била изобразявана без срамно окосмяване, независимо от това дали то е било видимо или не в позата в която е била показвана жената. В днешно време, японските художници на аниме и хентай порнографии често показват женските персонажи без вулва, за да се съобразят с цензурата.
През 2013 г. Филип Вернер издава фото-книга озаглавена „101 вагини“, която съдържа черно-бели снимки на 101 вулви, заснети по непровокативен начин, заедно с придружаваща история или съобщение, написано от всяка жена за нейната вулва. Фотографиите и историите на книгата са изложени пет пъти в Австралия през 2013 г., а турнето в САЩ и Канада през 2014 г. се провежда на шест места. По време на фестивала за изкуства и култура „The Sydney Fringe“ в Сидни, изложбата е посетена от полицията в отговор на оплакване, че „снимките са видими от улицата“, в резултат на което изображенията трябваше да бъдат цензурирани.

### Операционни и козметични промени

#### Обезкосмяване
Отношението към окосмяването на вулвата е много различно. Например, в някои региони на света срамното окосмяване се възприема като красиво, докато в други култури същото се счита за нехигиенично и отблъскващо. В съвременната западна култура отстраняването на срамните косми е въведено през 1990-те години и оттогава е станало установена част от грижите за тялото. Жените обезкосмяват вулвите си частично или изцяло, чрез отстраняване само на космите над кожата (депилация) или чрез отстраняване на всичките косми (епилация).
Според проучване от 2009 г. в Германия, бръсненето на гениталната област е широко разпространено във възрастовата група от 18 до 25 години при 69,7% от жените. През 2016 г. Американската медицинска асоциация публикува проучване, според което 84% от анкетираните жени извършват козметични грижи на вулвата, като 64% от тях премахват изцяло срамното си окосмяване.
Промените в стила и модата на облеклото, особено след появата на високо изрязаните бански костюми, доведоха също и до промяна в стила на срамното окосмяване и вулвата. Жените, които искаха да носят подобно облекло, за да избегнат излагането на срамното окосмяване трябваше да премахнат космите от двете страни на срамния триъгълник. Практиката за премахване на по-голяма част от срамното окосмяване продължава с популярността и модата на още по-малки бански костюми, като например стринг-бикините, които разкриват почти изцяло задните части на жената.
Отстраняването на космите от вулвата е сравнително скорошно явление в Съединените щати, Канада и Западна Европа и се извършва обикновено чрез восъчни ленти за епилация (кола маска), но е било широко разпространено в продължение на векове в много източноевропейски и близкоизточни култури.
Френската кола маска оставя малко косъмчета от двете страни на лабиите или лента директно над тях по линията на срамната цепнатина, наречена „лента за кацане“.
Преподаването на исляма включва мюсюлманска хигиенна юриспруденция, чиято практика е премахване на срамното окосмяване.
Жените, които се бръснат, без да следват естествената посока на растеж на космите, са по-податливи на кожни инфекции.

#### Пиърсинг
Няколко вида пиърсинги могат да се направят в гениталната област на жената, като някои от най-известните са „Кристина“, „Нефертити“, „Фуршет“ и „Лабиа“.
Гениталните пиърсинги обикновено се извършват с естетическа цел, но някои видове (като например пиърсингът на клитора), могат да осигурят допълнително стимулиране на единия или и на двамата партньори по време на секс. Макар че те са често срещани в традиционните култури, интимните пиърсинги са сравнително скорошна тенденция в западните общества.
Възпалението, сълзите и кървенето са сред най-често срещаните проблеми при пиърсинга в гениталната област на жената. Също така не са необичайни алергии, образуване на белези (келоиди) и образуване на грануломи като реакция от чуждото тяло.
Гениталният пиърсинг на срамните устни може да увеличи техният размер или асиметрия, поради тежестта на орнаментите.

#### Татуировки
Въпреки че популярността на татуировките се покачва като цяло, особено на запад и сред по-младите, тези в областта на вулвата са все още относително редки. Някои от вероятните причини за това са, че гениталната област е чувствителна, в повечето случаи не се вижда публично и понякога е окосмена. Също така някои татуисти отказват да поставят татуировки в тази област поради различни причини.
Има много причини, поради които една жена може да избере да татуира пубисната си област или външните срамни устни. Често изборът е декоративен и има за цел да подобри външния вид на гениталиите или да създаде други изображения, като цветя, лица и животни. Някои силно татуирани жени често избират да татуират и гениталиите си, за да завършат рисунката, обхващаща по-голямата част от тялото им.
Татуировките в тази област са свързани с редица рискове за здравето, могат да доведат до кървене, болки, алергии, възпаления, като лишеи, струпеи, гной и келоиди, а в случаите когато липсва асептично оборудване може да възникнат инфекции, като псориазис, витилиго, ХИВ или Хепатит B. Мастилата, които се използват при татуиране може също да бъдат опасни, тъй като в някои случаи те са промишлени бои, които могат да са токсични и дори канцерогенни.

#### Други
Размерът на лабиите е различен при различните жени. При някои малките лабии са почти незабележими, докато при други те могат да бъдат месести и да изпъкват над големите лабии. Изкуството и порнографията могат да повлияят на възгледите на жената за това как трябва да изглеждат нейните гениталии, понеже повечето модели имат малки или несъществуващо малки срамни устни, а изображенията често са манипулирани дигитално и не изобразяват пълната гама от естествени вариации на вулвата.
Благодарение на това, че вулвата често се изобразява без изпъкналост на малките срамни устни, се наблюдава нарастване на популярността на лабиопластиката. С подобна процедура може да се свие цепнатината между големите лабии, чрез намаляване на размера на малките лабии и обвивката на клитора, или чрез инжектиране на мазнини по вътрешната страна на големите лабии. До такава хирургическа намеса прибягват жени най-вече поради хигиенични и естетически причини, в случаите когато смятат че вътрешните им срамни устни са прекалено големи, и по-рядко от медицинска необходимост, като например проблеми при колоездене или каране.
В няколко страни от Африка и Азия външните женски гениталии рутинно се преправят или отстраняват поради различни причини, като традиция, хигиена или естетика. За целта се извършват различни процедури, като клитордектомия или така нареченото „фараонно обрязване“, при което вътрешните и външните лабии се премахват, а вулвата се зашива. При такива интервенции често възникват проблеми, причинени от високия риск от инфекция при често нехигиеничните и лоши условия на работа. Подобни процедури са забранени по целия свят, дори там, където тази практика е широко разпространена.

## Заболявания
Органите и тъканите на човешката вулва могат да се заразят с различни патогени или паразити. Нейната обвивка може да бъде засегната от различни кожни заболявания, като псориазис, пемфигус и плоски лишеи. Повечето инфекции на вулвата са със смесен произход. Те се причиняват от стрептококова или стафилококова микрофлора.
Бръсненето на вулвата увеличава риска от заразяване при полово предавани вирусни инфекции. Вулвовагиналните здравни мерки могат да помогнат за предотвратяване на много разстройства.

### Инфекции
Острите и хроничните инфекции са сред най-честите заболявания на вулвата. Ако тези инфекции или възпаления засягат само външните гениталии, те се наричат вулвит. Вулвитът може да бъде причинен от различни фактори, но най-често се диагностицира при пациенти с неблагоприятен фонов процес, имащи хормонални или ендокринни нарушения, като диабет, затлъстяване, нарушение на щитовидната жлеза и пр. Често алергичен вулвит се среща при жени с хронични алергични заболявания, като бронхиална астма, дерматит, хронична екзема, полиноза и т.н. Други причини за възникване на вулвит могат да бъдат менструация, бременност, старост, заболявания на стомашно-чревния тракт, имунни заболявания, механични дразнения или увреждания, различни токсични или отровни вещества и пр.
Най-общо, съществуват три вида инфекции, които могат да доведат до възпаление на вулвата – бактериални, вирусни или гъбични.
- Бактериалните инфекции се предават, чрез сексуален контакт и включват:
  - шанкроид – причинява се от бактерията Haemophilus ducreyi
  - ингвинален гранулом – причинява се от бактерията Klebsiella granulomatis
  - сифилис – причинява се от бактерията Treponema pallidum
  - гонорея – причинява се от бактерията Neisseria gonorrhoeae
- Вирусните инфекции биват:
  - генитален херпес – причинява се от Herpes simplex virus
  - ХИВ (вирус на човешката имунна недостатъчност) – преносим във венерически течности, сперма, майчино мляко и кръв.
  - HPV (човешки папиломен вирус) – при контакт с кожата.
- Сред гъбичните инфекции са:
  - кандидоза – причинява се от гъбичката Candida albicans
  - трихофития – причинява се от гъбичката Trichophyton rubrum

Някои от тези инфекции също могат да причинят по-сериозни заболявания. Различни типове HPV могат да доведат до рак на вулвата, а някои други причиняват генитални брадавици.
Съществуват и някои паразитни инфекции, които се причиняват от срамните въшки (Pthirus pubis) или от вид паразитни акари (Sarcoptes scabiei).
Затварянето на изходите на бартолиновите жлези води до натрупване на секреция, която образува псевдоцист. При наличие на бактериална инфекция, в резултат се получава бартолинит.

### Хронични заболявания

#### Рак на вулвата
Много злокачествени заболявания могат да се развият в структурите на вулвата. Повечето ракови заболявания на вулвата са плоскоклетъчни карциноми, които обикновено се срещат в срамните устни (особено в големите лабии) при възрастните жени. Вторият най-често срещан рак на вулвата (макар и по-рядко) е вулварния меланом.
Признаците и симптомите могат да включват сърбеж, кървене, обриви, рани, бучки или язви, промени в оцветяването на кожата на вулвата, както и болки в таза.
Понякога лечението налага извършването на вулвектомия, с цел частично или напълно отстраняване на вулвата. Въпреки че след процедурата може да има силна болка в областта на слабините, в продължение на няколко седмици сексуалната функция обикновено е все още възможна, но ограничена.
Според Американското дружество за борба с рака, за 2014 г. са регистрирани около 4800 нови случая на рак на вулвата и над 1000 смъртни случая от заболяването. В Съединените щати петгодишната честота на преживяемост за рака на вулвата е около 70%.

#### Вулводиния
Вулводиния е хронична болка в срамните устни и други области на вулвата, която може да се прояви без определена причина. Симптомите обикновено включват чувство на парене или дразнене. За да се постави диагнозата, симптомите трябва да продължат най-малко 3 месеца.
Засяга до 16% от жените.

## При животните
По правило само външните полови органи на висшите бозайници са известни като вулва, макар че терминът се използва в научната литература и за функционално сравними структури при други групи животни, като кръглите червеи (Nematoda).
При всички бозайници, с изключение на тези притежаващи клоака, пикочният и вагиналния отвор се отделят от ануса, чрез перинеума. Останалите бозайници нямат вулва, както и вагина, и матката и уретрата се отварят заедно с изхода на червата в клоака. Клоаката се създава по време на ембрионалното развитие при всички бозайници, включително и при хората.
- Вулва на куче
- Вулва на котка
- Вулва на орангутан
- Вулва на кон
- Вулва на азиатски слон
- Вулва на коза

Основната структура на вулвата се различава много малко при различните бозайници. Важна особеност на човешката вулва е присъствието на външни срамни устни. Повечето бозайници имат само един чифт срамни устни, което съответства на малките срамни устни на жените при хората. Също така при животните пубисът не е изпъкнал.
При птиците, рибите и влечугите вулва, като анатомичен орган не съществува.
Както при хората, така и при животните, може да възникнат различни полово предавани болести във вулвата. Някои от най-разпространените са херпес-вирусните инфекции и сифилиса при конете, инфекциозния пустулозен вулвовагинит и трихомониазата по говедата, преносимия венерически тумор при кучетата, както и заешкия сифилис.